# Henry Grace à Dieu
Henry Grace à Dieu ("Henrique, Graças a Deus"), também conhecido como Great Harry, foi uma carraca inglesa ou "grande navio" da Frota do Rei no século XVI, e em sua época o maior navio de guerra do mundo. Contemporâneo do Mary Rose, o Henry Grace à Dieu era ainda maior, e serviu como nau capitânia de Henrique VIII. Construído por William Bond (mestre construtor naval) sob a direção de Robert Brygandine (escrivão dos navios), tinha um grande castelo de proa de quatro conveses de altura, e um castelo de popa de dois conveses de altura. Tinha 165 pés (50,29 m) de comprimento, medindo 1 000 de comprimento, medindo 1 000 toneladas de arqueação e tendo uma tripulação de 700 homens. Foi encomendado por Henrique VIII, provavelmente para substituir o Grace Dieu (posteriormente renomeado Regent), que havia sido destruído na Batalha de Saint-Mathieu em agosto de 1512. Em uma época de rivalidade naval com o Reino da Escócia, seu tamanho foi uma resposta ao navio escocês Great Michael, que havia sido o maior navio de guerra quando lançado em 1511.

## História

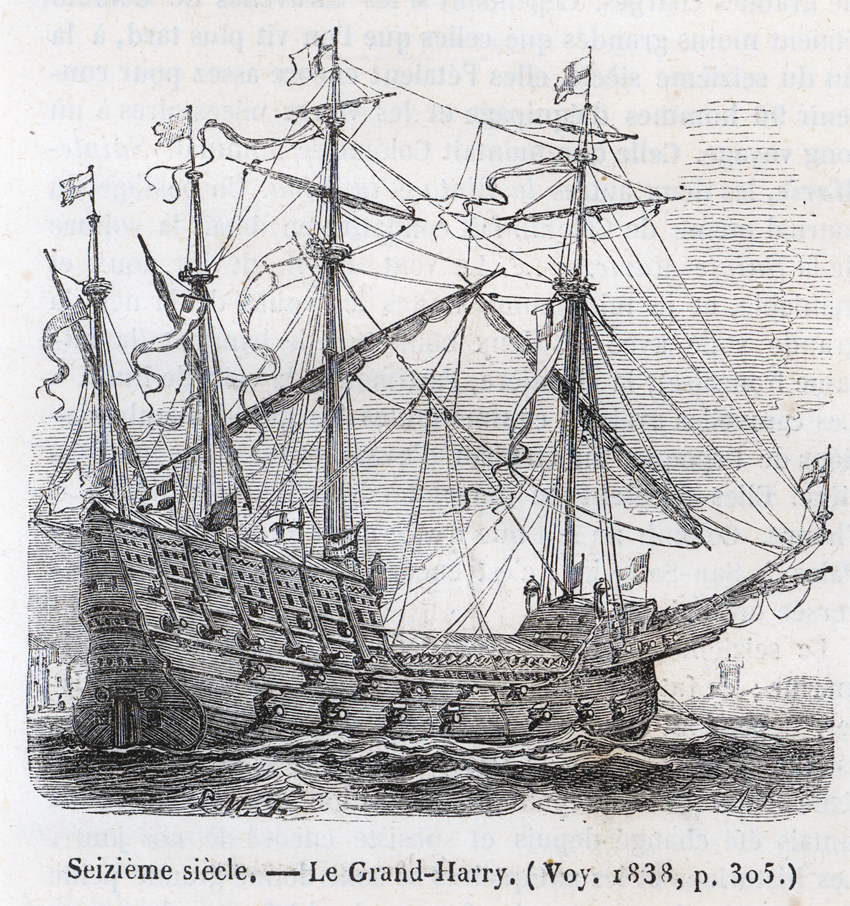
Representação do século XIX por Antoine Léon Morel-Fatio

O navio foi construído de 1512 a 1514 no Gun Wharf especialmente construído em Old Woolwich. Este estaleiro tornou-se a origem do Estaleiro de Woolwich, embora na década de 1540 o estaleiro tenha se mudado mais para oeste para uma área conhecida como "The King's Yard", onde permaneceria por mais de 300 anos. O Henry Grace à Dieu foi um dos primeiros navios a apresentar portinholas e tinha vinte dos novos canhões pesados de bronze, permitindo uma salva lateral. Foi equipado posteriormente no Estaleiro Naval em Erith. No total, montava 43 canhões pesados e 141 canhões leves.
Muito cedo tornou-se aparente que o navio era pesado demais no topo. Foi atormentado por forte balanço em mares agitados e sua pobre estabilidade afetava adversamente a precisão dos canhões e o desempenho geral como plataforma de combate. Para corrigir isso, passou por uma remodelação substancial em Erith em 1539 (três anos após o Mary Rose), durante a qual a altura do casco foi reduzida. Nesta nova forma tinha 1 000 toneladas de arqueação e carregava 151 canhões de tamanhos variados, incluindo 21 de bronze (compreendendo 4 canhões, 3 meio-canhões, 4 colubrinas, 2 meio-colubrinas, 4 sakers, 2 perriers de canhão e 2 falcões), sua tripulação completa foi reduzida para entre 700 e 800. Foi dado a ela um arranjo de velas melhorado e inovador com quatro mastros, cada um dividido em três seções; os dois dianteiros aparelhados quadrados com vela mestra, gávea e joanete; e os dois traseiros carregando cinco velas latinas entre eles. Isso permitiu manuseio mais fácil das velas e espalhou as forças do vento mais uniformemente no navio, resultando em melhor velocidade e manobrabilidade, e permitindo melhor uso da pesada salva lateral. A única representação contemporânea sobrevivente da embarcação é do Anthony Roll.
O Henry Grace à Dieu viu pouca ação. Esteve presente na Batalha do Solent contra forças francesas em 1545, na qual o Mary Rose afundou. No geral, foi usado mais como navio diplomático, incluindo levar Henrique VIII à cúpula com Francisco I de França no Campo do Pano de Ouro em 1520 (embora navios menores tivessem que ser usados para levar o Rei para fora dos portos de Dover e Calais, pois nenhum era profundo o suficiente para permitir que navios deste calado operassem).
Após a ascensão de Eduardo VI em 1547, foi renomeado Edward em sua honra. Foi acidentalmente destruído em Woolwich por incêndio em 25 de agosto de 1553, 50 dias após a morte de Eduardo VI (e ascensão de Maria) em 6 de julho de 1553.